# Pottersville (Nueva York)
Pottersville es un lugar designado por el censo ubicado en el condado de Warren en el estado estadounidense de Nueva York. En el año 2010 tenía una población de 424 habitantes.

## Geografía
Pottersville se encuentra ubicado en las coordenadas 43°44′6.35″N 73°49′10.75″O / 43.7350972, -73.8196528.